# Michal Múdry-Šebík
Michal Múdry-Šebík (11. května 1909 Drietoma – 20. září 1978 Forest Hill, New York) byl slovenský a československý politik, poválečný poslanec Prozatímního Národního shromáždění za Demokratickou stranu. Za druhé světové války a opět po roce 1948 žil v exilu.

## Biografie
V letech 1939-1945 žil v USA, kde byl osobním tajemníkem Milana Hodži. Po válce se vrátil do vlasti a zapojil se do politiky Demokratické strany. V letech 1945-1946 byl poslancem Prozatímního Národního shromáždění za Demokratickou stranu. V parlamentu setrval do parlamentních voleb v roce 1946.
Po únorovém převratu v roce 1948 odešel do exilu, opět do USA. Od roku 1951 pracoval v rozhlasové stanici Svobodná Evropa a v letech 1970–1974 byl ředitelem její československé sekce v New Yorku. V exilu byl nejbližším spolupracovníkem Jozefa Lettricha.